# ردریگو تیشیرا
رُدریگو تیشیرا (به پرتغالی: Rodrigo Teixeira Pereira) مهاجم اهل برزیل است که در شهر Barra Mansa و در تاریخ ۱۶ ژوئن ۱۹۷۸ به دنیا آمده‌است.
رُدریگو تیشیرا در تیم‌های فوتبال واسکو دوگاما سابقهٔ حضور دارد.